# Karol Butryn

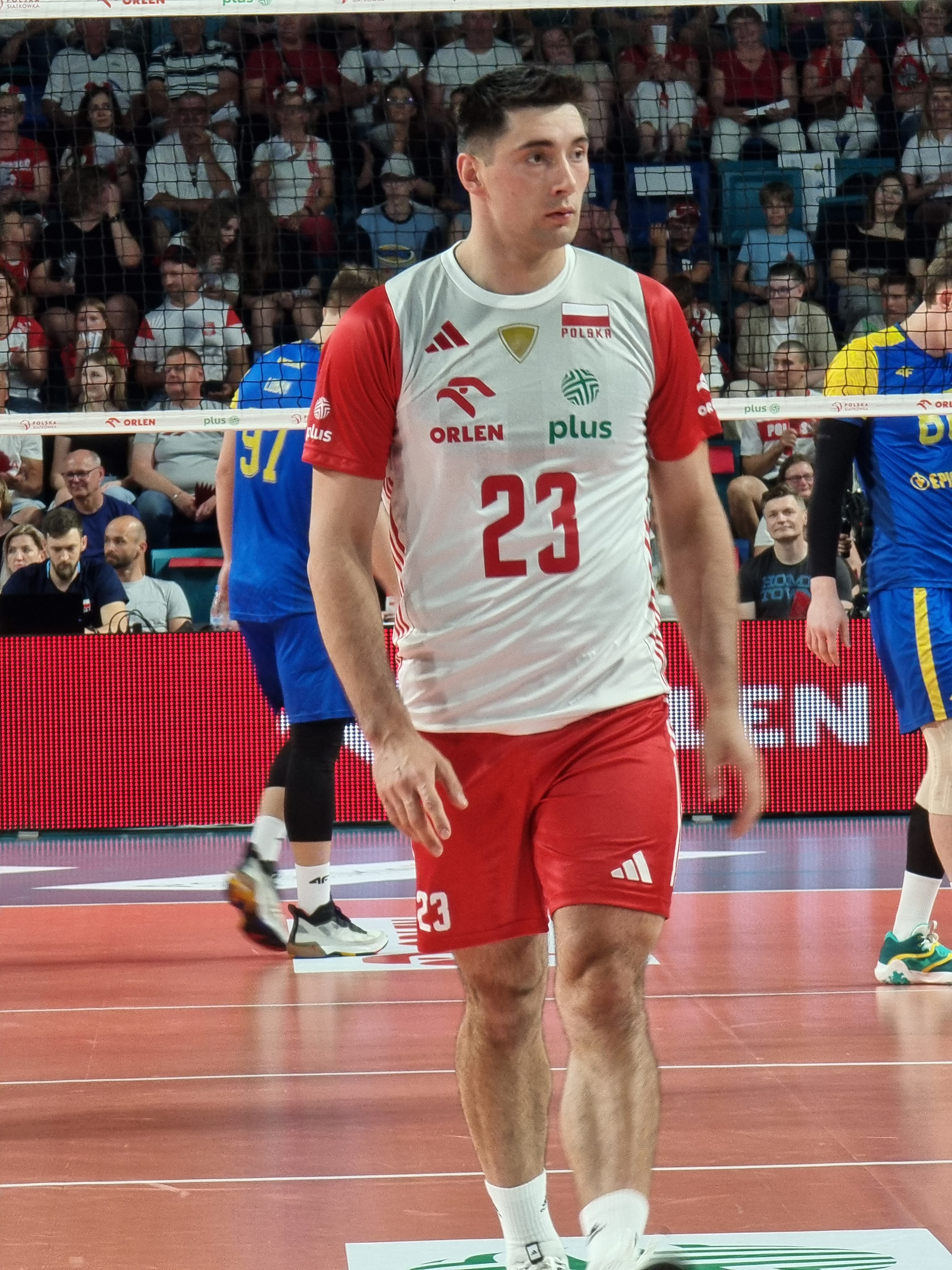
Karol Butryn reprezentantem Polski w 2024 roku

Karol Butryn (ur. 18 czerwca 1993 w Puławach) – polski siatkarz, grający na pozycji atakującego. 

## Kariera
Swoje pierwsze siatkarskie kroki stawiał w wieku 15 lat w drużynie Cisów Nałęczów. Siatkówką zainteresował się jednak dopiero w szkole średniej, kiedy trafił do Avii Świdnik. Był wyróżniającym się zawodnikiem na swojej pozycji. Szansa na dalszy rozwój pojawiła się wraz z powstaniem Młodej Ligi, gdzie od 2011 roku reprezentował w tych rozgrywkach barwy ZAKSY Kędzierzyn-Koźle.
W połowie kwietnia 2022 został powołany do reprezentacji Polski.
W sezonie PlusLigi 2023/2024 zaserwował 80 asów. Jest to rekord punktów zdobytych zagrywką w jednym sezonie PlusLigi

## Życie prywatne
16 grudnia 2020 roku urodził mu się syn o imieniu Borys.

## Kariera klubowa
| Kariera juniorska | Kariera juniorska                   | Kariera juniorska | Kariera juniorska | Kariera juniorska | Kariera juniorska | Kariera juniorska | Kariera juniorska | Kariera juniorska | Kariera juniorska | Kariera juniorska |
| ----------------- | ----------------------------------- | ----------------- | ----------------- | ----------------- | ----------------- | ----------------- | ----------------- | ----------------- | ----------------- | ----------------- |
| Lata              | Klub                                |                   |                   |                   |                   |                   |                   |                   |                   |                   |
|                   | Cisów Nałęczów                      |                   |                   |                   |                   |                   |                   |                   |                   |                   |
|                   | Avia Świdnik                        |                   |                   |                   |                   |                   |                   |                   |                   |                   |
| 2011–2014         | ZAKSA Kędzierzyn-Koźle (Młoda Liga) |                   |                   |                   |                   |                   |                   |                   |                   |                   |
| Kariera seniorska |                                     |                   |                   |                   |                   |                   |                   |                   |                   |                   |
| Lata              | Klub                                |                   |                   |                   |                   |                   |                   |                   |                   |                   |
| 2014–2015         | KPS Siedlce                         |                   |                   |                   |                   |                   |                   |                   |                   |                   |
| 2015–2019         | GKS Katowice                        |                   |                   |                   |                   |                   |                   |                   |                   |                   |
| 2019–2020         | Cerrad Czarni Radom                 |                   |                   |                   |                   |                   |                   |                   |                   |                   |
| 2020–2021         | Asseco Resovia Rzeszów              |                   |                   |                   |                   |                   |                   |                   |                   |                   |
| 2021–2023         | Indykpol AZS Olsztyn                |                   |                   |                   |                   |                   |                   |                   |                   |                   |
| 2023–2025         | Aluron CMC Warta Zawiercie          |                   |                   |                   |                   |                   |                   |                   |                   |                   |
| 2025–             | Asseco Resovia Rzeszów              |                   |                   |                   |                   |                   |                   |                   |                   |                   |

## Sukcesy klubowe

### młodzieżowe
Młoda Liga:
- 2013

### seniorskie
I liga:
- 2016[8]

Puchar Polski:
- 2024[9]

PlusLiga:
- 2024[10], 2025[11]

Superpuchar Polski:
- 2024[12]

Liga Mistrzów:
- 2025[13]

## Sukcesy reprezentacyjne
Liga Narodów:
- 2023[14]
- 2022[15], 2024[16]

## Nagrody indywidualne
- 2016: MVP i najlepszy atakujący w finale I ligi w sezonie 2015/2016
- 2017: „Złoty Buk” – najlepszy siatkarz roku w uznaniu kibiców GKS Katowice[17]
- 2018: „Złoty Buk” – najlepszy siatkarz roku w uznaniu kibiców GKS Katowice[18]